# Kleine vogel
Kleine vogel is een lied van de Nederlandse zanger Arie Passchier. Het werd voor het eerst als single uitgegeven in 1988. In 1994 volgde een succesvolle heruitgave. Het nummer stond in 1994 als eerste track op het album Kleine vogel.

## Achtergrond
Kleine vogel is geschreven door Co van Raayen en Willem Tijderek en geproduceerd door Van Raayen en Sander Bos. Het is een levenslied waarin de liedverteller zingt over een vogeltje dat hij in de winter van de kou redt. Hij zorgt voor het beestje, maar in de zomer verlaat het vogeltje hem om met een ander vogeltje weg te gaan. Het is de grootste hit van de zanger. Over de jaren heen, is het lied onder andere gecoverd door Eddy Wally, De Sjonnies, Koos Alberts en Senna. In 1988 had de single het lied Een echte Mokummer als B-kant, en in 1994 het nummer Jij bent met goud niet te betalen.

## Hitnoteringen
Het lied had in beide grote Nederlandse hitlijsten dezelfde piekposite; de 26e plaats. Het stond in totaal negen weken lang in de Mega Top 50 en zes weken lang in de Top 40.